# Micronova

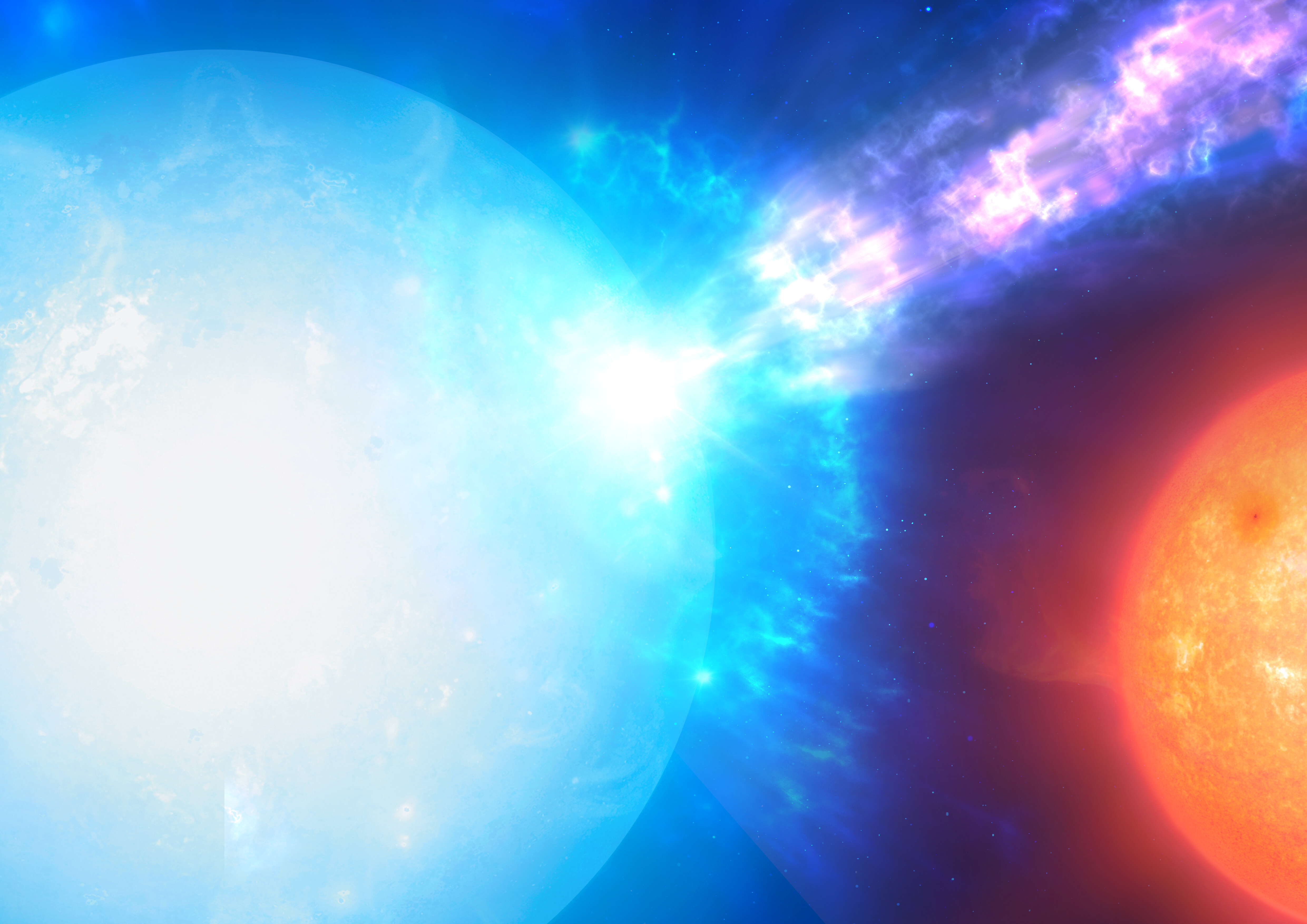
Immagine artistica di una micronova.

Una micronova (al plurale micronovae o micronove) è un'esplosione stellare che si verifica su una nana bianca in un sistema binario, come nelle nove, con una forza di circa 1×1039 erg, vale a dire circa un milionesimo di quella di una nova classica. Il fenomeno è causato da un accumulo di materia, principalmente idrogeno, dall'ambiente circumstellare, per esempio da una stella compagna.
Un team dell'Osservatorio europeo australe ha annunciato il 20 aprile 2022 di aver identificato tre micronovae nane bianche utilizzando il telescopio spaziale TESS e il Very Large Telescope.